# Actinomyces
Actinomyces è un genere di batteri Gram-positivo.

## Fisiologia e struttura
I batteri del genere Actinomyces sono bacilli gram-positivi anaerobi obbligati o facoltativi non acido-resistenti (a differenza di Nocardia, morfologicamente simile). Sono caratterizzati da una crescita lenta nelle colture di laboratorio e si rendono responsabili di infezioni croniche a sviluppo lento. In genere sviluppano forme filamentose (ife) simil-fungine, tuttavia sono da considerarsi batteri per la mancanza di mitocondri e membrana nucleare, inoltre si replicano per scissione e sono sensibili alle penicilline (ma non ai chemioterapici antimicotici).

## Patogenesi
I batteri del genere Actinomyces colonizzano il tratto respiratorio superiore, il tratto gastrointestinale e apparato genitale femminile. Normalmente non sono presenti sulla superficie cutanea e si rendono causa di malattia nell'uomo solo quando le normali barriere mucose vengono danneggiate da un trauma, interventi chirurgici o infezioni in genere.
La patologia viene indicata con il termine di actinomicosi ed è caratterizzata dallo sviluppo di lesioni granulomatose croniche che diventano suppurative con formazione di ascessi spesso collegati da tragitti fistolosi. Negli ascessi e nei tragitti fistolosi sono spesso visibili colonie macroscopiche di microrganismi simili per aspetto a granelli di sabbia; tali colonie sono indicate con il nome di granuli sulfurei per il caratteristico colore giallo-arancione. Le colonie sono costituite da ammassi filamentosi legati insieme da fosfato di calcio, caratteristica che conferisce alla superficie del tessuto interessato dall'infezione una consistenza dura.
Più frequentemente Actinomyces è responsabile di infezioni miste (polimicrobiche) del cavo orale.